# Charles de Gaulle (né en 1948)
Pour les autres membres de la famille, voir Famille de Gaulle.
Pour les articles homonymes, voir Charles de Gaulle (homonymie) et CDG.
Ne doit pas être confondu avec Charles de Galles.
Charles Roger René Jacques de Gaulle, né le 25 septembre 1948 à Dijon, est un avocat et homme politique français. Membre de l’UDF, du Mouvement pour la France puis du Front national, il est député européen de 1993 à 2004.

## Biographie

### Situation personnelle
Charles de Gaulle est le fils aîné de Philippe de Gaulle et de son épouse, Henriette de Montalembert. Il est le petit-fils du général de Gaulle, dont il porte le prénom, et le frère de Jean, Pierre et Yves de Gaulle. Il est l'actuel aîné de la famille de Gaulle.
En 1978, il épouse Dolorès Porati (née en 1943 à Ituzaingó, en Argentine), avec qui il a deux enfants : Philippe (1980) et Édouard (1981).
Diplômé de l'Institut d'études politiques de Paris (section économie et finances, promotion 1970), il exerce comme avocat au barreau de Paris à partir de 1971.

### Parcours politique
Adhérent direct de l'UDF, il siège au conseil régional du Nord-Pas-de-Calais de 1986 à 1992. Il est également premier adjoint au maire de Rueil-Malmaison (Hauts-de-Seine) de 1989 à 1990.
Il figure sur la liste menée par l’ancien président de la République Valéry Giscard d'Estaing aux élections européennes de 1989. À la suite des démissions suivant les élections législatives de 1993, il fait son entrée au Parlement européen.
Lors des élections européennes de 1994, il est élu sur la liste du Mouvement pour la France (MPF) conduite par Philippe de Villiers ; ce parti s’oppose à une vision fédérale de l'Union européenne ainsi qu'à la future monnaie unique.
À partir de 1998, il se rapproche du Front national, présidé par Jean-Marie Le Pen : il ne vote pas la levée de l'immunité de parlementaire européen de celui-ci, puis se présente sur les listes du FN aux élections européennes de 1999 — à l’issue desquelles il est réélu — et aux élections municipales de 2001 à Paris. Cette adhésion au parti d’extrême droite lui est reprochée par une partie de sa famille : ainsi, 57 petits-fils et petits-neveux du Général publient une tribune intitulée « non » dans le journal Le Monde du 19 mai 1999,.
Il ne brigue pas un nouveau mandat aux élections européennes de 2004, à la suite desquelles il quitte la vie politique.

## Préfaces
- Martial Bild, Thierry Martin, Jean-Pierre Reveau (préf. Charles de Gaulle), Un Paris d'espoir, Paris, Godefroy de Bouillon, 2000, 210 p. (ISBN 2-84191-247-7, BNF 37685212, lire en ligne)